# Lueng Baro (Sungai Mas)
Lueng Baro is een bestuurslaag in het regentschap Aceh Barat van de provincie Atjeh, Indonesië. Lueng Baro telt 51 inwoners (volkstelling 2010).